# Васо Косић
Васо Косић (Цетиње, 2. април 1899 — Сарајево, 26. децембар 1957) био је српски филмски и позоришни глумац.  

## Биографија
Позориштем и глумом почео је да се бави још као гимназијалац у Цетињу а затим у Београду, где студира архитектуру, режира и глуми у Академском позоришту (1925. у драми Гаудеамус Андрејева успешно је тумачио лик студента Онуфрија а у представи Чудо светог Антонија Метерлинка, у режији Јурија Ракитина, играо је улогу Гистава). Паралелно са студирањен похађа драмски одсек Глумачко-балетске школе (1924-1927).
Косић, истовремено, пратећи редовно представе београдског Народног позоришта, има прилике да непосредно посматра и на сцени види читаву једну плејаду најбољих српских глумаца у режијским поставкама Бранка Гавеле, Михајла Исаиловића, Велимира Живојиновића, Димитрија Гинића, Јурија Ракитина, Александра Верешчагина, и тако се посредно упознаје са тенденцијама и кретањима европског театра. Занимљиво, када постане самосталанн сценски стваралац, он ће неке од представа које је видео у том периоду учења И сазревања касније и сам режирати (Госпођа министарка, Дубровачка триологија, Господа Гленсбајеви, Пожар страсти, Осма жена, Лекар недоумици, и др.). 
Након завршетка глумачке школе, Косић је једно кратко време (1928/29) био ангажован у Београдској оперети, али незадовољан својим местом и радом, жељан самосталног стварања, на вест да се у Цетињу води акција за формирање Народног позоришта Зетске бановине, враћа се у родни град и укључује активно, као глумац И редитељ у припреме, задовољан што ће напакон моћи да пакаже шта је на студијама научио.
Цетињски период (1930-1933), представљао је за Косића време тражења властитог сценског израза. Он још увек ни као глумац ни као редитељ нема изграђен стил и начин, с лакоћом глуми у различитим жанровима и режира дела најразличитијих садржаја. И мада је критика готово редовно са похвалама писала о његовим глумачким И редитељским остварењима, Косић није задовољан и зато он шаље молбу на конкурс што га је Управа Народног позоришта Врбаске бановине расписала за управника и редитеља.
У Бањалуку долази заједно са Петром Спајићем и две наредне сезоне паралелно ради као управник, редитељ и  глумац а посебну пажњу посвећује сценографији и костиму. 1935. у Бањалуку долази Боривоје Недић као управник тако да се Косић могао посветити режији и глуми а од управних послова радио је само као артистички руководилац. За 4 године колико је боравио у Бањалуци, Косић је режирао 62 драмска текста и одиграо 53 великих улога. Жељан даљег усавршавања, Косић прихвата позив сарајевског Народног позоришта. 
Већ друга представа, Нојманов Патриота, одушевила је и публику и критику па га управник Милутин Јањушевић шаље у Берлин и Праг на позоришне студије.

## Филмографија
|           | Назив              | Улога         |
| --------- | ------------------ | ------------- |
| 1947      | Живјеће овај народ | Обрад         |
| 1949      | Мајка Катина       | Фидерираклис  |
| 1950-te ▲ |                    |               |
| 1951      | Мајор Баук         | Гајо          |
| 1951      | Бакоња фра Брне    | Фра-Срдар     |
| 1954      | Стојан Мутикаша    | Газда Радован |
| 1955      | Лажни цар          | /             |
| 1955      | Ханка              | Церибаша      |